# Kisosaki
Kisosaki (木曽岬町?) è una cittadina giapponese della prefettura di Mie.